# 派爾斯維爾 (馬里蘭州)
派爾斯維爾（英語：Pylesville）是位於美國馬里蘭州哈福德縣的一個普查規定居民點。

## 人口
根據2020年美國人口普查的數據，派爾斯維爾的面積為12.30平方千米，當中陸地面積為12.29平方千米，而水域面積為0.01平方千米。當地共有人口711人，而人口密度為每平方千米57.8人。